# I. Æthelred wessexi király
I. Æthelred, más írásmóddal Ethelred (837 körül – 871. április 23.) wessexi király 865-től haláláig.
Édesapja, Æthelwulf akaratának megfelelően Wessex trónját örökölte volna idősebbik bátyja, Æthelbald halála után. Úgy tűnik azonban, hogy félreállt ifjabbik bátyja, Æthelberht javára, és csak annak 865-ös halála után örkölte királyságait.
Uralkodásának évei a dánok elleni szüntelen csatározások jegyében teltek. Már trónralépésekor jelentős dán haderő szállt partra Kelet-Angliában. Æthelred 868-ban öccsével, Alfréddal a merciai Burgred király segítségére sietett, de a merciaiak hamarosan békét kötöttek a dánokkal. 871-ben a dánok Readingnél táboroztak le, ahol legyőzték Æthelredet és Alfrédot, de még ugyanebben az évben a wessexiek arattak nagy győzelmet az „Aescesdun” nevű helyen a vikingek fölött. Két héttel később Æthelredék Basingnél vereséget szenvedtek, majd egy újabb győzelmet Maeretunnál (valószínűleg a mai Wiltshire megyei Mardennél).
Húsvétkor Æthelred – feltehetően a dánok elleni háborúban szerzett sebei miatt – elhunyt, és Wimborne-ban temették el. A trónon fivére, Alfréd követte.